# Jean-Lucien Savi de Tové
Jean-Lucien Savi de Tové (ur. 7 maja 1939  w Lomé) – togijski polityk, minister handlu i przemysłu w latach 2005–2007, prezydent Togo od 2025 roku.

## Życiorys
Wywodzi się z grupy etnicznej Ewe. Jego ojcem był Jonathan Savi de Tové (1895–1971), ambasador Togo w Niemczech oraz pierwszy przewodniczący togijskiego Zgromadzenia Narodowego po odzyskaniu niepodległości. Matka, Regina Bruce (1900–1991) urodziła się w Wuppertalu, gdzie zostali sprowadzeni jej rodzice celem udziału w wystawach w ramach tzw. ludzkich zoo. Pełniła funkcję przewodniczącej togijskiego Czerwonego Krzyża. 
Ukończył studia prawnicze na Uniwersytecie w Bordeaux, uzyskał tytuł doktora nauk politycznych na paryskiej Sorbonne oraz dyplom z ekonomii na Uniwersytecie w Neapolu. 
Po zamachu stanu w Togo w 1967 został mianowany sekretarzem generalnym togijskiego Ministerstwa Spraw Zagranicznych, gdzie pracował do 1974. 12 lipca 1979 roku został aresztowany pod zarzutem spiskowania w celu przeprowadzenia zamachu stanu i trafił do aresztu. W sierpniu tegoż roku został uznany winnym i skazany na dziesięć lat więzienia. 
Po zniesieniu zakazu funkcjonowania partii politycznych, założył Demokratyczną Partię Jedności, a w marcu 1993 opozycja wysunęła jego kandydaturę na stanowisko premiera - jego kandydatura nigdy jednak nie została zatwierdzona przez prezydenta.
W 1999 roku Demokratyczna Partia Jedności połączyła się z innymi partiami opozycyjnymi, tworząc Panafrykańską Konwergencję Patriotyczną (CPP), kierowaną przez Edema Kojo, a Savi de Tové został mianowany jej pierwszym wiceprzewodniczącym.  20 czerwca 2005 został mianowany ministrem handlu, przemysłu i rzemiosła, które to stanowisko utrzymał do 2007. W wyborach parlamentarnych w 2007 kandydował bezskutecznie do Zgromadzenia Narodowego. W maju 2009został mianowany przewodniczącym Stałych Ram Dialogu i Konsultacji (CPDC), oficjalnego państwowego organu ds. dialogu.
W maju 2025 togijski parlament jednogłośnie poparł jego wybór na prezydenta kraju. Urząd objął 3 maja tego samego roku. Obejmując urząd zaledwie cztery dni przed swoimi 86. urodzinami, Savi de Tové jest najstarszym prezydentem w historii Togo.
Savi de Tové mówi po francusku, angielsku, włosku, niemiecku i hiszpańsku. Jest żonaty i ma pięcioro dzieci.